# 続・社長えんま帖
『続・社長えんま帖』（ぞく しゃちょうえんまちょう）は、1969年5月17日に東宝系で公開された日本映画。カラー。シネマスコープ。

## 概要
『社長シリーズ』第31作。本作では、大社長（東野英治郎）から社長（森繁久彌）に「大社長の座を譲りたい」と述べられ、西条（小林桂樹）が社長の出張中に社長代理になるといった、次作『社長学ABC』に受け継がれる展開になっており、いよいよ森繁の降板→小林の社長登場が秒読みに入っていく。

## スタッフ
- 製作：藤本真澄
- 脚本：笠原良三
- 監督：松林宗恵
- 撮影：鈴木斌
- 照明：石井長四郎
- 美術：中古智
- 録音：矢野口文雄
- 音楽：神津善行
- 編集：岩下広一
- スチール：吉崎松雄

## 出演者
- 大高長太郎：森繁久彌
- 大高悦子：久慈あさみ
- 大高春江：岡田可愛
- 石山剛造：加東大介
- 西条隆：小林桂樹
- 西条栄子：司葉子
- 西条章子：内藤洋子
- 西条宗一：岡口俊成
- 西条きくえ：英百合子
- 富田林茂：小沢昭一
- 中沢英雄：関口宏
- ポール花岡：藤岡琢也
- メリー花岡：キャッシー・ホーラン
- ふじ子：草笛光子
- 香織：団令子
- 花丸：沢井桂子
- 桃子：豊浦美子
- 松子：浦山珠実
- 深水：土屋詩朗
- 中山：桐野洋雄
- 富岡：石田茂樹
- ボーイ：権藤幸夫
- 女中：記平佳枝

## 同時上映
『御用金』
- 脚本：田坂啓、五社英雄／監督：五社英雄／主演：仲代達矢／フジテレビ・東京映画作品